# Estación Presidente Domingo Faustino Sarmiento
Presidente Domingo Faustino Sarmiento es una estación ferroviaria ubicada en la localidad homónima, departamento de Los Andes, provincia de Salta, Argentina.
Se ubica en la región de la Puna. Es una de las estaciones a mayor altitud del ramal, se encuentra próxima al Abra Alto Chorrillos, el punto más alto del trayecto ferroviario.

## Servicios
Se encuentra actualmente sin operaciones de pasajeros.
Sus vías corresponden al Ramal C14 del Ferrocarril General Belgrano por donde transitan formaciones de carga de la empresa estatal Trenes Argentinos Cargas.

## Toponimia
Debe su nombre a Domingo Faustino Sarmiento, presidente argentino entre 1868 y 1874. Hasta 1985 la estación recibía el nombre de Tocomar.